# دریاچه وحشت (فیلم)
دریاچه وحشت (به انگلیسی: Lake Placid) با عنوان اصلی (دریاچه آرام) یک فیلم سینمایی آمریکایی در ژانراکشن، ترسناک و فیلم هیولایی محصول سال ۱۹۹۹ میلادی است که توسط دیوید ای کلی ساخته شده و به کارگردانی استیو مینر است.
این فیلم اولین قسمت از شش قسمت در مجموعه فیلم‌های دریاچه وحشت است.

## خلاصه داستان فیلم
درمورد موجودی است که در دریاچه ای در یکی از ایالتهای آمریکا جان انسانها را می‌گیرد. و گروهی مأمور می‌شوند که علت این مرگها را دریابند …

## موسیقی متن
موسیقی متن فیلم برای این فیلم توسط جان آتمن تهیه و ساخته شده است و توسط جان آتمن منتشر شده است.

## دنباله فیلم
- دریاچه وحشت ۲ (۲۰۰۷)
- دریاچه وحشت ۳ (۲۰۱۰)
- دریاچه وحشت ۴: فصل آخر (۲۰۱۲)
- دریاچه وحشت در مقابل آناکوندا (۲۰۱۵)
- دریاچه وحشت: میراث (۲۰۱۸)